# Gia tộc Soga
Gia tộc Soga (tiếng Nhật: 蘇我氏 - Soga no uji; Hán Việt: Tô Ngã thị) thế kỷ 6 và nửa đầu thế kỷ 7, tức vào thời kỳ Kofun và Asuka, của Nhật Bản. Gia tộc này được các đại vương Yamato phong là Omi, và nhiều nhân vật của gia tộc này thậm chí còn được phong là Ōomi.

## Cách viết
Soga có những cách viết sau bằng chữ Hán:
- 蘇我 (Tô Ngã) trong Nhựt Bổn Thơ kỷ
- 宗我 (Tôn Ngã) trong Thiên Tôn bổn kỷ ở sách Tiên đại Cựu sự bổn kỷ, Thượng cung Thánh Đức Pháp vương Đế thuyết, Nhựt Bổn Tam đại Thực lục
- 巷奇 (Hạng Kỳ) trong Nguyên Hưng tự Duyên khởi trướng
- 宗賀 (Tôn Hạ) trong Cổ sự ký

## Khái quát
Ông tổ của gia tộc Soga là Takeshiuchi no Sukune (hoặc Takenouchi no Sukune) là một vị tướng đã tham gia tích cực trong cuộc chinh phạt Tam Hàn của Hoàng hậu Jingū. Tuy nhiên, những ghi chép cụ thể về gia tộc Soga chỉ bắt đầu từ Soga no Iname giữa thế kỷ 6.
Gia tộc này xuất thân từ nơi nào, hiện có nhiều thuyết. Có thuyết cho rằng họ có thể là một hào tộc ở vùng Ishikawa ở bồn địa Kanai (nay là lưu vực sông Ishikawa ở tỉnh Ōsaka), hoặc ở thôn Soga mà nay ở phố Soga thành phố Kashihara tỉnh Nara. Lại có thuyết cho rằng họ vốn là quý tộc Baekje nhập cư. Trong khi đó, Shinsen Shōjiroku lại ghi rằng gia tộc này vốn từ hoàng tộc tách ra.
Gia tộc Soga được cho là có quan hệ tốt với các dân tộc nước ngoài nhập cư, qua đó tiếp thu được nhiều kiến thức tiên tiến từ những người nhập cư nước ngoài làm việc trong các cơ quan chế tác đồ vật cho vương quyền Yamato. Gia tộc này đã bảo trợ và bảo vệ rất mạnh cho Phật giáo lúc tôn giáo này mới du nhập vào Nhật Bản.

## Thời kỳ đỉnh cao quyền lực
Theo Yamato Bumi, gia tộc Soga đến thời Iname đã trở thành một gia tộc rất có thế lực. Soga cùng với gia tộc Ōtomo và gia tộc Mononobe tạo thành tam giác quyền lực. Đến khi Ōtomo no Nakamura bị thất sủng, thì Soga no Iname và Mononobe no Okoshi trở thành hai nhân vật có thế lực nhất. Con gái Iname là Soga no Kitashihime làm vợ của Nhật hoàng Kimmei. Con trai Iname là Soga no Umako tiếp tục cha trở thành một trong hai nhân vật có thế lực nhất trong triều đình. Một người con của Kitashihime là hoàng tử Anahobe vì ôm giấc mộng ngôi báu đã kết thân với gia tộc Motonobe, nên bị gia tộc Soga ám sát. Việc này dẫn tới cuộc xung đột giữa gia tộc Soga và gia tộc Mononobe mà cuối cùng phần thắng thuộc về Soga. Từ đó, quyền lực tập trung hết vào gia tộc Soga. Soga no Emishi đã tiến hành ám sát Nhật hoàng Sushūn, ép Nhật hoàng Suiko ra Katsuragi (ở phía tây tỉnh Nara ngày nay), khiến cho trên thực tế đất nước không có vua. Soga no Iruka thì đánh đổ thế lực hoàng tử Yamashiro và hậu thuẫn cho chi của Thái tử Shōtoku (Thánh Đức). Suốt 3 thế hệ, gia tộc Soga nắm quyền lực tuyệt đối.
Tuy nhiên, cũng có thuyết cho rằng, sau khi Umako qua đời thì gia tộc Soga bắt đầu gặp sự chống đối gia tăng của Hoàng gia và các hào tộc khác và điều này khiến cho gia tộc Soga phải theo đuổi một chiến lược chính trị cường quyền.

## Thời kỳ từ Cải cách Taika đến Loạn Jinshin
Trong cuộc đảo chính Isshi năm 645, Soga no Iruka bị giết, Emishi tự vẫn, thế lực của gia tộc Soga giảm mạnh. Tuy nhiên, chỉ có chi chính (chi của Emishi) trong gia tộc này là diệt vong. Trong cuộc đảo chính, một người của gia tộc Soga là Soga no Kura no Yamada no Ishikawa no Maro - người gọi Emishi bằng bác - đã hợp tác với quân đảo chính, sau đó được phong làm Udaijin; hai con gái của ông là Ochi no Uratsume và Mei no Uratsume trở thành vợ của Hoàng tử Naka no Ooe (sau thành Nhật hoàng Tenchi). Năm 649, Ishikawa no Maro bị em là Soga no Himuka gièm pha rằng có kế hoạch sát hại hoàng tử Naka no Ooe. Ishikawa no Maro phải tự vẫn, nhưng sau đó được minh oan. Himuka bị cách chức xuống làm người cai quản Zadaifu ở Kyūshū (có thuyết nói là bị khâu miệng lại). Hai người em khác của Ishikawa no Maro là Soga no Okae và Soga no Murajiko vẫn được trọng dụng, làm đến chức Ōomi. Gia tộc Soga vẫn tạm thời bảo tồn được địa vị.
Murajiko được Nhật hoàng Tenchi tin tưởng, giữ được địa vị của mình tới lúc qua đời. Còn Okae và một người em khác là Soga no Hatayasu tham gia Loạn Jinshin, bị Hoàng tử Ootomo (sau làm Nhật hoàng Kōbun) đánh bại; một người bị đi đày, một người phải tự vẫn. Con của Murajiko là Soga no Yasumaro được Nhật hoàng Temmu trọng dụng, được phong tước Ishikawa Osomi. Vậy là sau Loạn Jinshin, gia tộc Soga vẫn có một chi họ tiếp tục phát triển.

## Chi họ Ishikawa Osomi của gia tộc Soga
Chi họ Ishikawa Osomi của gia tộc Soga vào cuối thời Asuka đầu thời Nara có quan hệ họ hàng với Nhật hoàng. Nhật hoàng Jitō là con của Ochi no Uratsume, còn Nhật hoàng Gemmei là con của Mei no Iratsume. Tuy nhiên, cháu ngoại của Soga no Okae là Công chúa Yamanobe (con gái của Nhật hoàng Tenchi với Hitachi no Hiratsume) đã phải tự vẫn sau khi chồng mình là Hoàng tử Ōtsu bị Nhật hoàng Jitō xử tử.
Một người cháu ngoại khác của Soga no Okae là Hoàng tử Hojimishinnō, theo Manyōshū, đã có quan hệ bất chính với Công chúa Tajima nên bị đi đày. Sau khi Nhật hoàng Jitō mất, vị hoàng tử này lại tái xuất, song mệnh yểu mất sớm.
Một người con gái của Soga no Yasumaro là Soga no Masako làm vợ cả của Fujiwara no Fuhiko. Em trai là Ishikawa no Iwatari cùng con trai của người này (Ishikawa no Toshitari) qua đó kết thân với gia tộc Fujiwara. Toshitari đã phục vụ cho Fujiwara no Nakamaro, nhờ đó được phong chức Shibichūdai, và giữ được địa vị quý tộc trung lưu.

## Suy thoái
Sau Loạn Fujiwara no Nakamaro, gia tộc Fujiwara sa sút, chi họ Ishikawa của gia tộc Soga vẫn có Ishikawa no Mamori (cháu nội của Toshitari) làm đến vị trí Kugyō (Công Khanh). Sau đó thì gia tộc Soga không còn ai nổi bật nữa. Tuy nhiên, theo huyết thống, thì đương kim Thái Thượng Hoàng Akihito cũng là con cháu của gia tộc Soga.